# Криворучко Леонтій Леонтійович
Лео́нтій Лео́нтійович Кривору́чко (2 січня 1927, село Петропавлівка, тепер Новосергієвського району Оренбурзької області, Росія — листопад 2003, місто Вінниця) — український радянський діяч, 1-й секретар Вінницького обкому КПУ. Кандидат у члени ЦК КПУ в 1981—1984 р. Член ЦК КПУ в січні 1984—1990 р.  Член Центральної Ревізійної Комісії КПРС у 1986—1989 р. Депутат Верховної Ради СРСР 11-го скликання.

## Життєпис
Освіта вища. У 1949 році закінчив Дніпропетровський інститут інженерів залізничного транспорту.
У 1949—1951 роках — бригадир, майстер, заступник начальника збірного цеху, начальник бюро Жмеринського вагоноремонтного заводу Вінницької області. У 1951—1952 роках — 1-й секретар Жмеринського районного комітету ЛКСМУ Вінницької області.
Член ВКП(б) з 1952 року.
У 1952—1953 роках — секретар, у лютому 1953—1958 роках — 1-й секретар Вінницького обласного комітету ЛКСМУ.
У 1960 році закінчив Вищу партійну школу при ЦК КПРС.
У 1960—1963 роках — начальник Вінницького обласного управління місцевої і паливної промисловості.
У 1963—1970 роках — 1-й секретар Вінницького міського комітету КПУ.
У 1970 — вересні 1978 року — секретар Вінницького обласного комітету КПУ.
У вересні 1978 — березні 1983 року — 2-й секретар Вінницького обласного комітету КПУ.
З березня 1983 по листопад 1988 року — 1-й секретар Вінницького обласного комітету КПУ.
З 1988 року — персональний пенсіонер союзного значення.

## Нагороди
- три ордени Трудового Червоного Прапора
- орден Жовтневої Революції (31.12.1986)
- орден «Знак Пошани»
- медалі